# Eberhard Lutze
Eberhard Lutze (* 4. Februar 1908 in Samotschin bei Kolmar in der Provinz Posen; † 8. Februar 1974 in Bremen) war ein deutscher Kulturabteilungsleiter in Bremen.

## Biografie
Lutze war der Sohn eines Pastors. Er studierte Kunstgeschichte an der Universität Heidelberg, der Universität Wien, der Universität München und der Universität Halle. 1931 promovierte er zum Dr. phil. Er war dann als Assistent und Konservator am Germanischen Nationalmuseum Nürnberg tätig. Zum 1. Mai 1937 trat er der NSDAP bei (Mitgliedsnummer 4.103.610). 1941 wurde er Direktor der Städtischen Galerie in Nürnberg. Ende 1949 wurde er in Bremen als Oberregierungsrat zunächst Kulturreferent und dann 1952 als Regierungsdirektor und später Leitender Regierungsdirektor Leiter der Abteilung Kunst und Wissenschaft beim Bildungssenator in Bremen. Er war ab 1952 ein Förderer des Malers und Grafikdesigners Frank el Punto.
- 1953/54 ließ er die Gemälde in der Oberen Rathaushalle im Bremer Rathaus sanieren.
- 1959 gehörte er der Kommission Günter Grass und die Freie Hansestadt Bremen mit u. a. Manfred Hausmann und Rolf Schroers an.
- 1964/65 war er zudem kommissarischer Leiter der Staatsbibliothek Bremen.
- 1968 hintertrieb Lutze mit Rückendeckung von Senator Moritz Thape (SPD) die Vertragsverlängerung für den Intendanten des Bremer Theaters, Kurt Hübner, da ihm dessen progressiver Stil missfiel. Das letztlich erfolglose Manöver löste ein deutschlandweites Medienecho und Kritik aus.[2] Hübner war seit 1962 erfolgreicher Intendant, der junge Talente um sich sammelte und international sowie in der Theatergeschichte der Bundesrepublik bekannt wurde. Hübner verließ Bremen erst 1974.

Im Rahmen dieses Streites konfrontierte der Feuilletonredakteur Erich Emigholz der „Bremer Nachrichten“ Lutze erneut mit dessen NS-Vergangenheit und dem Vorwurf, Lutze habe 1940 bei der Verschleppung des Krakauer Marienaltars von Veit Stoß aktiv mitgewirkt. Als Kunstwissenschaftler habe Lutze damals über den Stoß-Altar nicht schreiben können, „ohne die ‚Verpolung‘ und ‚Verjudung‘ Krakaus zu bejammern“. „Den Vorwurf der „Rädelsführerschaft“ beim Altarraub wies (Lutzes Anwalt) Salander entschieden zurück. Als damaliger Konservator am Germanischen Nationalmuseum Nürnberg habe Lutze im Herbst 1939 an der „Sicherstellung des Altars“ nur mitgewirkt, aber nicht in führender Funktion.“ In zweiter Instanz kam es im Oktober 1972 zum Vergleich: Emigholz versprach, seine Vorwürfe nicht zu wiederholen, dafür verzichtete Lutze auf die Forderung nach einem Widerruf. Ausgerechnet Lutzes Nachfolger im Amt Volker Plagemann erneuerte die Vorwürfe.
- 1969 wurde Lutze Vorsitzender der Gerhard-Marcks-Stiftung. Wegen Lutzes NS-Tätigkeit forderte der Namensgeber, der Bildhauer Gerhard Marcks, dessen Rücktritt.[8] Die erneute heftige Kritik seitens der Bremer Nachrichten konnte Lutze gerichtlich abwehren.
- 1973 wurde er pensioniert;
- 1974 starb er an den Folgen eines Verkehrsunfalls.

## Werke
- Veit Stoss, Deutscher Kunstverlag, 1938/1952.
- Das Buch der deutschen Heimat, zs. mit Hermann Goern, Georg Hoeltje und Max Wocke, Verlag Waisenhaus, Halle, Berlin 1938.
- Die Deutschen Reichsinsignien und Reichskleinodien, Der Oberbürgermeister d. Stadt d. Reichsparteitage, Nürnberg 1938.
- Die Nürnberger Pfarrkirchen Sankt Sebald und Sankt Lorenz, Deutscher Kunstverlag, 1939.
- Die Akademie der Bildenden Künste in der Stadt der Reichsparteitage Nürnberg, hrsg. im Kriegsjahr 1940 im Auftr. d. Oberbürgermeister d. Stadt Nürnberg, Verlag Schrag, Nürnberg 1940.
- Gestalt und Wandel des Reiches: Ein Bilderatlas zur dt. Geschichte, hrsg. unter Mitw. v. Karl Alexander von Müller und Eberhard Lutze, Propyläen-Verl., Berlin 1944.
- mit Hans Schwarz: Schöne Schlösser, ca. 1950.
- Nürnberg, Angelsachsen-Verlag, Bremen-Berlin.
- Bremen, Stadtentwicklung und Geschichte, Deutscher Kunstverein, 1953.
- St. Lorenz zu Nürnberg, Deutscher Kunstverlag, 1961.
- mit Lala Aufsberg: Bremen – Kunst-Bildband, Deutscher Kunstverlag, Berlin 1965.
- Fritz Pfuhle – Ein Maler aus Danzig, Holzner Verlag, 1966.
- Gotische Dome, Schwarz-Verlag, ca. 1966.
- Rilke gen. Rilke-Westhoff, Clara Henriette Sophie geb. Westhoff. In: Die Historische Gesellschaft Bremen und das Staatsarchiv Bremen (Hrsg.): Bremische Biographie 1912–1962. Bremen 1969.
- Dorn, Walter Rudolf. In: Historische Gesellschaft Bremen, Staatsarchiv Bremen (Hrsg.): Bremische Biographie 1912–1962. Hauschild, Bremen 1969.
- Ostfriesland, Deutscher Kunstverlag, München/Berlin, ISBN 3-422-00122-0.